# 幻听 (专辑)
《幻听》是中国音乐人窦唯的第四张录音室专辑，是和译乐队合作的专辑。它于1999年10月由中新音像出版社在中国大陆发行，2001年9月由风云唱片在台湾发行。
1999年，竇唯與前面孔乐队吉他手謳歌、貝斯手陳勁和原鮑家街43號鼓手曉帆，四人共組了譯乐队，这是窦唯自1992年解散做梦乐队以来第一次以乐队形式进行创作。其中贝斯手陈劲是前做梦乐队成员，这是他们在1992年10月做梦乐队解散后的第一次合作。
音乐上，窦唯和乐队继承了英国后摇滚乐队Bark Psychosis的风格。其中开场曲《序·玉樓春·雨·臨江仙》以两把原声吉他演奏和由同一旋律主体衍生而得的《荡空山》、插入了两段重摇滚段落的曲目二《幻听》、两首风格为梦幻流行的曲目《旺天下》和《暮春秋色》、风格粗犷有酒吧摇滚形式的《哪呢》和《觉是》和采用了吉他Delay音效与贝斯交叠的《爱被爱》共同表现了这张专辑的音乐风格。歌词上，窦唯创作了全碟歌词，歌词采用了大量文言文和英文形式的梦幻的意识流短句，突出了专辑的音乐性。

## 曲目
| 曲序     | 曲目                | 备注     | 时长  |
| -------- | ------------------- | -------- | ----- |
| 1.       | 序·玉樓春·雨·臨江仙 | 器乐     | 1:20  |
| 2.       | 幻聽                |          | 3:39  |
| 3.       | 旺天下              |          | 5:57  |
| 4.       | 哪呢                |          | 4:02  |
| 5.       | 豐收獲              |          | 4:55  |
| 6.       | 蕩空山              |          | 3:36  |
| 7.       | 覺是                |          | 3:20  |
| 8.       | 暮春秋色            |          | 5:30  |
| 9.       | 愛被愛              |          | 4:49  |
| 10.      | 漓江水              | 器乐     | 3:50  |
| 总时长： | 总时长：            | 总时长： | 40:39 |

## 人员

### 译乐队
- 窦唯 – 主唱、吉它、键盘
- 讴歌 – 主音吉它
- 陈劲 – 贝司
- 晓帆 – 鼓、打击乐器

### 制作人
- 金少刚 – 制作人、录音师、母带处理
- 萧建宏 – 平面设计[2][1]